# .com
.com — загальний домен верхнього рівня (зДВР) (англ. generic top-level domain (gTLD)) призначений для використання комерційними організаціями; ім'я утворено від англ. commercial. Вимовляється як «дот-ком».
Домен com спочатку адмініструвався Міністерством оборони США, а тепер — американською компанією VeriSign. Реєстрації в домені com здійснюються реєстраторами акредитованими ICANN (Інтернет корпорацією з присвоєння імен та номерів). Дозволяється реєстрація доменів національними мовами.
Домен com став одним з перших доменів верхнього рівня в Інтернеті в січні 1985 року, коли була ведена Доменна система імен, разом з доменами edu, gov, mil, net, org і arpa. З часом він став одним з найчисельніших доменів верхнього рівня. На третій квартал 2020 року на ньому було зареєстровано 150.3 млн імен (48,8 % від усіх імен).